# 슈타이너 분견군
슈타이너 분견군(영어: Armeeabteilung Steiner)은 야전군보다 작고 군단보다 규모가 큰 임시 편제로 1945년 4월 21일 베를린 공방전 당시 총통 아돌프 히틀러에 의해 서류상으로만 편성된 부대였다. 이 분견군의 지휘관은 펠릭스 슈타이너 SS대장이었다. 히틀러는 슈타이너 SS대장이 동 분견군을 이끌고 베를린을 목표로 하고 있던 소련군의 북쪽 주공점에 효과적인 역공을 가하길 바랐었다. 4월 22일 작전 회의 당시 히틀러는 실제로 그 역공이 불가능하다는 걸 깨닫자 눈물까지 흘리며 분노를 표출했다. 그는 전쟁에 패배했다고 선언하고 장군들을 비난했다. 그리고 함락될 때까지 베를린에 머물겠으며, 그후에는 자살하겠다고 밝혔다.
베를린 공방전 둘째날인 4월 17일, 바익셀 집단군 사령관 고트하르트 하인리치 상급대장은 집단군 예비 부대인 슈타이너 SS대장의 3 SS 기갑 군단에서 가장 강력한 전력을 자랑했던 11 SS 의용 기갑척탄병 사단 노르트란트와 23 SS 의용 기갑척탄병 사단 네데르란트 두 사단을 차출했다. 하인리치 상급대장은 테오도어 부세 보병대장의 9 군에 두 사단과 3 SS 기갑 군단에 속해 있던 여타 부대 대부분을 배속시켰다. 노르트란트 사단은 9 공수 사단이 수비하고 있던 젤로 고지의 방어를 강화하기 위해 헬무트 바이틀링 포병대장의 56 기갑 군단에 배속되었다. 네데르란트 사단은 프랑크푸르트 안 데어 오데르 남서쪽으로 보내져 5 SS 산악 군단에 배속되었으며, 할베 전투에서 괴멸하는 운명을 맞이하게 되었다.
하인리치 상급대장은 젤로 고지를 돌파한 후 베를린을 포위 중에 있던 주코프 원수의 소련 제1 벨로루시 전선군으로부터 3 기갑군의 남익을 방어하기 위해 3개 대대와 한줌의 전차로 줄어버린 제3 SS 기갑 군단에 어떻게든 병력을 그러모아 핀노 운하를 따라 방어선을 구축하라고 명령했다.
4월 21일, 현실을 직시하지 못하고 있던 아돌프 히틀러는 전력이 피폐해진 부대들을 슈타이너 SS대장 휘하에 모아 슈타이너 분견군을 조직했다. 그리고 슈타이너 SS대장에게 제1 벨로루시 전선군의 돌파에 의해 생긴 거대 돌출부의 북익을 공격하라고 명령했다. 그와 동시에 제9군이 돌출부 남쪽을 공격할 예정이었다. 이 공격을 위해 슈타이너 SS대장은—핀로 운하 북쪽에 배치되어 있던—제9군 소속의 4 SS경찰기갑척탄병사단, 5 경보병 사단, 25 기갑척탄병 사단 3개 사단을 배속받았다. 바이틀링 포병대장의 56 기갑 군단은 베르노이헨 바로 아래 북익을 둔 채 베를린 동쪽에 위치해 있었다.
북익에 있던 앞서 언급한 3개 사단은 에버스발데(베를린 동쪽 24킬로미터)에서 남쪽에 위치한 제56 기갑 군단 방향으로 공격해 나아가 1 벨로루시 전선군의 돌출부를 분단할 예정이었다. 슈타이너 SS대장은 하인리치 상급대장에게 전화해 제5 경보병 사단과 제25 기갑척탄병 사단을 방어 임무에 투입해야 하고, 2 해군 사단이 내륙에 도착해 교대하기 전까지는 두 사단을 빼낼 수 없다며 계획의 실행이 불가능함을 알렸다. 이를 제외하고 작전에 동원 가능한 건 무장조차 제대로 갖추지 못한 4 SS 경찰 기갑척탄병 사단의 2개 대대뿐이었다. 하인리치 상급대장은 육군 참모총장인 한스 크렙스 보병대장에게 전화해 계획의 불가함을 말하며 히틀러에게 계획의 재고를 요청했지만, 총통이 바쁘다는 소리만을 들을 수 있을 뿐이었다.
4월 22일 오후 작전 회의에서 히틀러는 슈타이너 SS대장이 공격을 가하지 않을 걸 확신하고 눈물까지 흘릴 정도로 격분하고 말았다. 그는 전쟁에 패배했다고 선언하고 장군을 비난했다. 그리고 종말이 올 때까지 베를린에 머물겠으며, 그후에는 자살하겠다고 밝혔다. 4월 22일 이후 슈타이너 분견군은 총통 벙커에서 더 이상 언급되지 않았다.

## 기타
11 SS 기갑군은 바익셀 집단군 소속으로 슈타이너 SS대장 지휘하에 1945년 2월 당시 오데르강 동안에서 전투를 벌였다. 1945년 3월 동군은 11 군으로 개칭 및 재편되어 서방 연합군을 상대하기 위해 서부 전구 총사령부에 배속되었다. 슈타이너 SS대장은 3 SS 기갑 군단장으로 복귀했고, 동 군단은 11 군에서 바익셀 집단군 소속의 3 기갑군으로 전속되었다. 1945년 당시 슈타이너 SS대장이 11 군을 지휘했기 때문인지 종종 슈타이너 분견군과 혼동되고 있다.

## 같이 보기
- 제11SS기갑군

## 참고 문헌
- Beevor, Antony. Berlin: The Downfall 1945, Penguin Books, 2002, ISBN 0-670-88695-5
- Ziemke, Earl F. Battle For Berlin: End Of The Third Reich, NY:Ballantine Books, London:Macdomald & Co, 1969.